# 泰國君主
泰國國王（又稱泰國君主，簡稱泰王）為泰國（以前為暹羅）的君主立憲制君主。泰國國王為泰國國家元首，同時也是現今王室扎克里王朝的領導者。
雖然扎克里王朝於1782年才建立，但傳統上認為，泰國君主制度起源於1239年的素可泰王國，隨後在厄伽陀過世後進入空缺期，直到18世紀擁有華裔血統的鄭昭登基方恢復王室。1932年發生不流血的暹羅立憲革命後，泰國君主轉型成為君主立憲君主。泰國君主官方住所是位於曼谷的大皇宮；然而，先王蒲美蓬·阿杜德普密蓬大帝則是長期居住在吉拉達宮或位於海灘度假城市華欣的忘憂宮，現任國王哇集拉隆功則居住在律實宮。
泰國君主的頭銜包含了國家元首、泰國皇家軍队統率、佛教擁護與宗教維護者。
而其中最偉大的國王為八大帝，備受人民崇敬，分別是蘭甘亨大帝、那莱大帝、納黎萱大帝、達信大帝、帕佛陀約華朱拉洛大帝（拉瑪一世）、蒙固大帝（拉瑪四世）、朱拉隆功大帝（拉瑪五世）和普密蓬大帝（拉瑪九世）。
現任泰王為瑪哈·瓦集拉隆功（拉瑪十世），於2016年10月13日繼位。
在泰國，冒犯君主屬於大不敬罪，將會受到嚴厲懲處。而泰國臣民觐见国王時通常会俯卧在地，侧着身体匍匐前进。

## 歷史

### 起源
泰國王權的概念，已經演變了800多年，並形成絕對的統治權力。第一位治理統一泰國的君主，是1238年素可泰王國的開國國王室利·膺沙羅鐵。早期泰國王權的思想是基於印度教與上座部佛教信仰所衍生出來的概念。印度教的概念是基於剎帝利的吠陀─印度教種姓制度，或稱為武士統治者，王權是由軍事力量衍生而來。上座部佛教的概念則來自於「法王」，而佛教是在約6世紀時引入泰國。法王的概念代表君主必須以「法」與佛陀的教導統治人民。
當1279年蘭甘亨大帝登基為王時，原始的概念被短暫替換。他背離了傳統並創造出「父權統治」的概念取而代之，意思是君主統治人民，就好比父親教導小孩一樣。而蘭甘亨將他的名字冠以的頭銜，用以加強他所創造的概念，然而其維持時間非常短暫。在素可泰王國的末期，原始的兩個宗教概念回歸，並將君主頭銜從改為。

### 君主立宪
1932年不流血政变后，泰国仿效欧洲改为君主立宪制，但国王仍拥有极大影响力，也仍保有相當程度的實權，特别是在泰国皇家军队中，保皇派曾发起多起武装政变。

## 王室寶物與器具

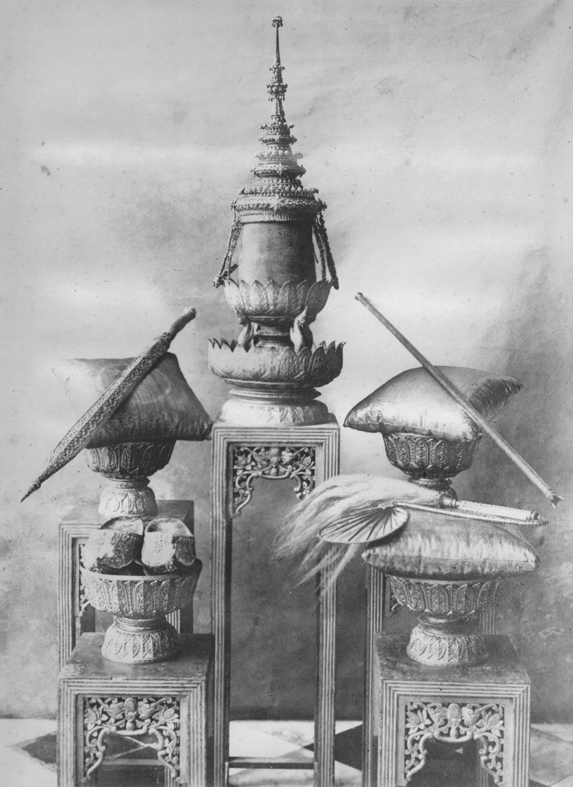
泰國的王室器具包括五件主要的物品

目前泰國的王室寶物與器具大多數是在拉瑪一世和拉瑪四世統治時期所製作，是在1767年緬甸入侵摧毀大城並奪走前一套寶物後重新製作的。這些王室寶物主要在每位國王的加冕典禮上使用。目前，這些寶物在曼谷大皇宮中展出。
- 九層王傘（英语：Royal Nine-Tiered Umbrella）：這是泰國最重要的王室寶物之一，目前共有七把，分佈在不同的皇宮中。
- 勝利大王冠（英语：Great Crown of Victory）：這是官方的王室頭飾。
- 勝利之劍（英语：Sword of Victory）：於1784年在洞里薩湖被發現，象徵著軍事權力。
- 王室權杖（英语：Royal Staff）：象徵正義。
- 王扇與王撣（วาลวีชนี）：由金製成的王家扇子，以及用白象（英语：White elephant (animal)）尾製成的撣子。
- 王家拖鞋（ฉลองพระบาท）：由金製成的官方穿著。